# 圣托马索阿戈迪诺
圣托马索阿戈迪诺（義大利語：San Tomaso Agordino），是意大利威尼托大区贝卢诺省的一个市镇。总面积19.15平方公里，人口720人，人口密度37.6人/平方公里（2009年）。国家统计（ISTAT）代码为025049。

## 友好城市
- 巴西馬薩蘭杜巴 2011年